# گاگارین (دهانه)
گاگارین یک دهانه برخوردی در ماه است.

## دهانه‌های اقماری
این دهانه ۴ دهانه اقماری دارد.
| Gagarin | عرض جغرافیایی | طول جغرافیایی | قطر          |
| ------- | ------------- | ------------- | ------------ |
| Z       | ۱۵.۴° S       | ۱۴۹.۴° E      | ۲۹.۰ کیلومتر |
| M       | ۲۳.۵° S       | ۱۴۹.۲° E      | ۱۹.۰ کیلومتر |
| T       | ۱۹.۴° S       | ۱۴۴.۵° E      | ۲۴.۰ کیلومتر |
| G       | ۲۰.۵° S       | ۱۵۰.۵° E      | ۱۴.۰ کیلومتر |